# Magwi
Magwi est une ville du Soudan du Sud, dans l'État d'Équatoria-Oriental.